# Big Brother and the Holding Company
Big Brother and the Holding Company, amerikanskt rockband bildat år 1965 i San Francisco, Kalifornien. Gruppen är mest känd som startskottet för sångerskan Janis Joplin som var medlem 1966–1968.
Ursprungligen bestod gruppen av James Gurley, Sam Andrew (båda gitarr), Peter Albin (basgitarr), och David Getz (trummor). Gruppen behövde en sångare och man tog 1966 in Janis Joplin. Joplin blev snabbt huvudfigur i gruppen, och de slog igenom stort mycket tack vare henne på Monterey Pop Festival 1967. De hade skivkontrakt på Mainstream Records sedan 1966 och deras albumdebut släpptes i augusti 1967. De fick en marginell singelframgång med en av albumets låtar, "Down on Me". År 1968 släppte man albumet Cheap Thrills där både Joplin och bandet var i högform. Man hade nu bytt skivbolag till det större Columbia Records. Albumet gjorde stor succé med låten "Piece of My Heart" som största dragplåster.
Hösten 1968 lämnade Joplin gruppen för att påbörja en egen karriär, och hon tog gitarristen Sam Andrew med sig för att bilda The Kozmic Blues Band. I och med det såg bandets karriär i stort sett ut att vara över. Albin, Andrew, Getz och Gurley återbildade dock gruppen 1969 med Nick Gravenites och senare Kathi McDonald som nya sångare. Efter två ganska förbisedda studioalbum bröt man åter upp 1972. Gruppen återförenades en tredje gång 1987 och har uppträtt sedan dess. James Gurley lämnade gruppen 1996, han avled i december 2009. Sam Andrew avled 12 februari 2015 i sviterna av en hjärtattack han fått tio veckor tidigare.

## Medlemmar
Nuvarande medlemmar
- Peter Albin – basgitarr (1965–1968, 1969–1972, 1987– )
- Dave Getz – trummor, piano (1966–1968, 1969–1972, 1987– )
- Tom Finch – gitarr (1997–2008, 2015– )
- Darby Gould – sång (2015– )
- David Aguilar – gitarr (2018– )

Tidigare medlemmar
- Sam Andrew – gitarr, sång (1965–1968, 1969–1972, 1987–2015; död 2015)
- James Gurley – gitarr (1965–1968, 1969–1972, 1987–1997; död 2009)
- Chuck Jones – trummor (1965–1966)
- Janis Joplin – sång (1966–1968; död 1970)
- Nick Gravenites – sång (1969–1972)
- Kathi McDonald – sång (1969–1972; död 2012)
- Dave Schallock – gitarr (1969-1972)
- Mike Finnigan – orgel, sång (1971–1972)
- Lisa Battle – sång (1997–2005)
- Sophia Ramos – sång (2005–2008)
- Ben Nieves – gitarr (2008–2015)
- Kate Russo Thompson – sång, violin, keyboard (1998, 2003–2008, 2015)
- Cathy Richardson – sång (2011–2015)
- Tommy Odetto – gitarr (2015–2018)

## Diskografi
Album (urval)
- Big Brother and the Holding Company (1967)
- Cheap Thrills (1968)
- Be a Brother (1970)
- How Hard It Is (1971)
- Cheaper Thrills (1983) (live)
- Do What You Love (1998)
- Hold Me (2006) (live)
- The Lost Tapes (2008) (samlingsalbum)
- Sex, Dope & Cheap Thrills (2018)